# Inoffizielle Ubuntu-Derivate
1. WEITERLEITUNG Liste von Linux-Distributionen#Ubuntu-Derivate